# In Your Room (Yazoo)
In Your Room és el títol d'una capsa recopilatòria del grup anglès de pop electrònic Yazoo, editada pel segell discogràfic Mute Records el 2008.
La capsa conté quatre discos: els dos primers àlbums de Yazoo remasteritzats, un tercer CD amb remescles i cares B, i un quart CD híbrid (CD-DVD) amb vídeos diversos i els dos primers discos en format 5.1, com ja s'havia fet amb el catàleg de Depeche Mode. Yazoo acompanyaren aquest llançament amb una gira mundial.

## Temes

### Disc 1: Upstairs at Eric's (Remasteritzat)
1. Don't go
2. Too pieces
3. Bad connection
4. I before E except after C
5. Midnight
6. In my room
7. Only you
8. Goodbye '70s
9. Tuesday
10. Winter kills
11. Bring your love down (Didn't I)

### Disc 2: You And Me Both (Remasteritzat)
1. Nobody's diary
2. Softly over
3. Sweet thing
4. Mr. Blue
5. Good times
6. Walk away from love
7. Ode to boy
8. Unmarked
9. Anyone
10. Happy people
11. And on

### Disc 3: Cares B i remescles
1. Situation
2. Situation (Extended Version)
3. Don't go (Re-mix)
4. Don't go (Re-re-mix)
5. Situation (U.S. 12" Mix)
6. Situation (U.S. 12" Dub)
7. The other side of love
8. The other side of love (12" Remix)
9. State farm
10. Nobody's diary (Extended)
11. State farm (Extended)
12. Situation (Re-recorded)

### Disc 4 (DVD)
1. 2 albums, 4 singles and that was it… (Vídeo).

Vídeo-clips
1. Don't go
2. The other side of love
3. Nobody's diary
4. Situation (1990)
5. Situation (Alternative Version) (1990)
6. Only you (1999)

Actuacions televisives
1. Only you (Top of the Pops), 29 d'abril de 1982
2. Only you (Cheggers Plays Pop), 24 de maig de 1982
3. Don't go (Top of the Pops), 15 de juliol de 1982
4. Don't go (Saturday Live), 24 de juliol de 1982
5. Don't go (Top of the Pops), 12 d'agost de 1982
6. The other side of love (Top of the Pops), 25 de novembre de 1982
7. The other side of love (Top of the Pops), 9 de desembre de 1982
8. Nobody's diary (Top of the Pops), 19 de maig de 1983
9. Nobody's diary (Top of the Pops), 2 de juny de 1983

#### Àlbums en format 5:1
1. Upstairs at Eric's
2. You and Me Both